# Los Angeles Memorial Coliseum
Los Angeles Memorial Coliseum è un impianto sportivo multifunzione statunitense di Los Angeles.
Inaugurato nel 1923, ospitò due edizioni dei Giochi olimpici, nel 1932 e nel 1984, e lo farà nel 2028.
Per la sua durata e il suo colore è chiamato The Grand Old Lady o anche The Greatest Stadium in the World dagli abitanti di Los Angeles.

## Stadio olimpico
Inaugurato nel maggio del 1923, lo stadio - per un periodo chiamato Olympic Stadium - ospitò le cerimonie di apertura e chiusura delle Olimpiadi del 1932 e del 1984, nonché le relative gare di atletica leggera. Il braciere utilizzato durante i Giochi è rimasto come memoria di quegli eventi, così come i cerchi olimpici sopra l'entrata principale.
Due statue in bronzo raffiguranti una coppia di atleti, sovrastate da un architrave da 9.000 tonnellate, formano la “Porta Olimpica” creata dallo scultore Robert Graham per i Giochi dell'84. Le statue, raffiguranti un giocatore di pallanuoto (Terry Schroeder) ed una velocista (Jennifer Innis), sono famose per l'accuratezza anatomica.

## Braciere olimpico
Il braciere viene ancora acceso durante le partite di football della USC e in altri casi particolari (ad esempio quando le Olimpiadi si tengono in un'altra città). Nel 2004 fu tenuto acceso per 7 giorni senza interruzione in onore di Ronald Reagan, in occasione della sua morte; ed ancora nell'aprile 2005 dopo la morte di papa Giovanni Paolo II, che riempì lo stadio durante la visita pastorale dell'87. Venne riacceso anche dopo gli attentati dell'11 settembre 2001 e, molto prima, per l'omicidio del presidente Kennedy nel 1963.

## Football americano
Molti altri eventi sono stati ospitati dal Coliseum nel corso degli anni, solo una piccola parte viene elencata in questo paragrafo. Per circa 60 anni è stato la casa degli USC Trojans (il campus si trova dall'altra parte della strada) e degli UCLA Bruins. Nell'autunno del 1982, mentre gli Oakland Raiders pensavano di adottare lo stadio, la UCLA decise di andarsene, spostando le proprie gare casalinghe al Rose Bowl di Pasadena. La promessa di USC di giocare qui tutte le proprie partite fu un fattore importante nella decisione di costruirlo. I vecchi Cleveland Rams della National Football League arrivarono qui nel 1946, diventando i Los Angeles Rams, salvo spostarsi di nuovo passando da Anaheim (1979), fino a raggiungere St. Louis dove diventano St. Louis Rams nel 1995. All'inizio della stagione 2017 i Rams tornano nella città degli angeli, utilizzando proprio il Coliseum per le proprie partite casalinghe. I Los Angeles Dons dell'All America Football Conference giocarono qui dal '46 al '49, finché la lega si fuse con l'NFL e la franchigia venne sciolta. Nella stagione 1960 della American Football League i Los Angeles Chargers giocarono al Coliseum prima di trasferirsi a San Diego l'anno seguente. Nell'82 i Rams vennero sostituiti temporaneamente come gestori dagli Oakland Raiders, che però tornarono ad Oakland nel 1995, lasciando per la prima volta lo stadio orfano di squadre professionistiche dopo la Seconda guerra mondiale. La squadra che ha utilizzato l'impianto per ultima è stata quella dei Los Angeles Xtreme, prima ed unica campione dell'XFL. Si è giocato qui il primissimo Super Bowl nel gennaio 1967, nonché il settimo nel 1973.
Il Coliseum è stato anche la casa dei Los Angeles Express della USFL. Fu anche la sede della partita più lunga della storia, un triplo overtime giocato il 30 giugno 1984 (poche settimane prima delle olimpiadi) tra gli Express ed i Michigan Panthers, deciso con una meta dalle 24 yards di Mel Gray degli Express, 3:33 nel terzo overtime, che sancì la vittoria di Los Angeles per 27-21.

## Altri importanti usi
Altri eventi sportivi sono stati ospitati dallo stadio negli anni, incluso partite della Major League Baseball quando gli ex Brooklyn Dodgers della National League si trasferirono a Los Angeles nel 1958. I Dodgers giocarono qui finché non venne completato il Dodger Stadium nel 1962, nonostante il primo piano del Coliseum non fosse idoneo per il baseball. Nonostante fosse inidoneo come campo da baseball, con il lato sinistro a soli 77 metri (251 piedi) ed il lungo a 98 (320), era ideale per il gran numero di spettatori che poteva ospitare. Ognuna delle tre partite delle World Series del 1959 ha visto 92.706 spettatori, un record ancora imbattuto data la ridotta dimensione degli stadi attuali. Un'esibizione del '59 tra i Dodgers e i New York Yankees in onore del leggendario catcher Roy Campanella ospitò 93.103 tifosi (record assoluto nell'emisfero occidentale). Ospitò anche il secondo All-Star game della MLB nel '59. L'impianto fu anche sede del Pro Bowl dal 1951 al 1972 ed ancora nel 1979. Fu anche sede del famoso discorso di Kennedy alla Convention Democratica del 1960. È in questa occasione che Kennedy usò per la prima volta il termine “the New Frontier".

## Corse motoristiche
Lo stadio è stato anche utilizzato in maniera anomala, ma spettacolare ospitando gare di motocross e realizzando delle dune che attraversavano anche gli archi sotto cui passavano i motociclisti. Una gara di questo tipo si vede nei titoli di testa del film Speed Cross.
Il 6 febbraio 2022, lo stadio ha ospitato il Busch Light Clash at The Coliseum, una gara di esibizione a inviti che si tiene prima dell'inizio della stagione della NASCAR Cup Series. La gara, non valevole per il campionato, si è tenuta su un circuito ovale temporaneo di 0,25 miglia (circa 421 m) su una distanza di gara di 150 giri. Tra i 36 piloti invitati, l'evento è stato vinto da Joey Logano.

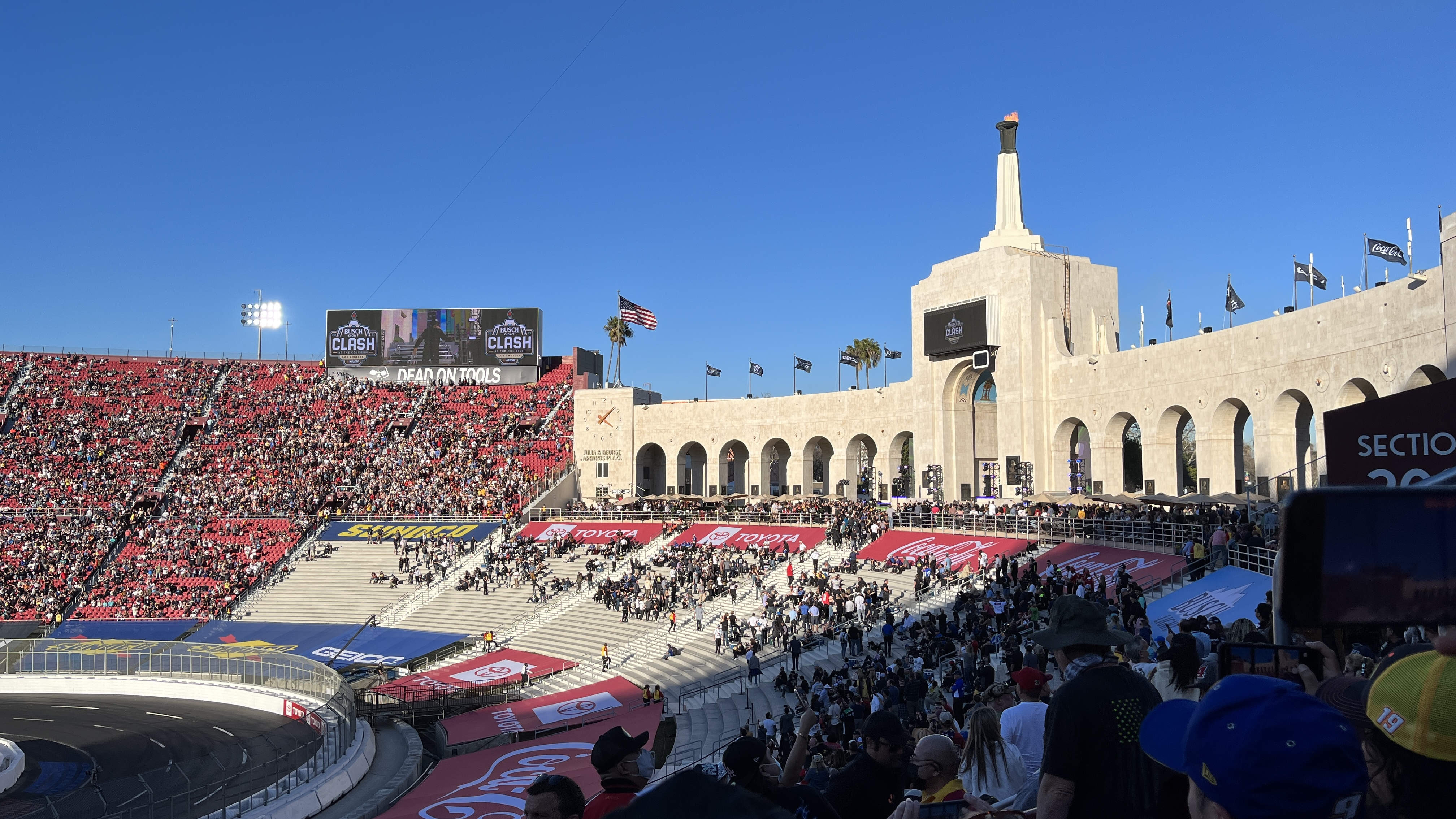
Spettatori al Clash 2022

## Recenti sviluppi
Quando il Coliseum aprì nel 1922, era già il più grande stadio di L.A. con una capacità di 76.000 posti. Con l'arrivo dei Giochi olimpici, 10 anni dopo, fu allargato a 101.574 e fu aggiunto il braciere.
Per molti anni il Coliseum ospitò 100.000 spettatori, e scese a 90.000 durante i Giochi dell'84.
In seguito molti posti a sedere, e la pista di atletica, furono rimossi per volere del proprietario dei Raiders Al Davis, al fine di rendere più frequenti i tutto esaurito (in questo modo la partita poteva essere trasmessa live in TV, vietato dalle regole NFL a meno che i posti siano completi 72 ore prima della gara) Alcuni dei posti rimossi, soprattutto dietro le endzones, sono stati rimpiazzati da nuovi posti in gradinata più vicini al campo.
Dopo che Davis se ne andò dai Raiders, e viste le riparazioni necessarie dopo il terremoto del 1994, alcune delle modifiche che aveva fatto furono annullate portando la configurazione attuale molto vicina a quella dell'84. Le partite di USC e UCLA portano ogni anno circa 92.000 fans. La capacità attuale è di 92.516.
Esiste un acceso dibattito circa il potenziale del Coliseum come moderno stadio NFL. Nonostante sia un impianto storico, qualcuno lo vede come inadeguato per gli sport professionistici. Gli elettori della città non sono interessati a stanziare fondi per il rinnovamento dello stadio, il che lascia l'onere alle squadre che lo utilizzano. Un altro fattore è il posizionamento a sud di Los Angeles, parte non sicura della città, nonostante l'area sia considerata più sicura adesso di quando ospitava due squadre NFL. A causa delle difficoltà che l'NFL ha nel finanziare un nuovo Coliseum, il Rose Bowl o uno nuovo, non ha partecipato al secondo mercato americano per oltre un decennio. L'NFL tentò di portare una squadra qui nel 2002 ma data la forte protesta di Houston vennero creati gli Houston Texans.
Il 10 novembre 2005 Il commissioner NFL Paul Tagliabue annunciò che la lega ed i politici cittadini avevano raggiunto un accordo di massima per creare una nuova squadra. I dettagli non sono mai stati discussi.
Un articolo pubblicato dal Los Angeles Times il 24 maggio 2006 fece luce sulla possibilità di spendere 10 milioni di dollari dei fondi cittadini per rinnovare lo stadio, ed ha previsto che le casse comunali potranno guadagnare più di 100 milioni dall'operazione. I leader cittadini assicurarono ai contribuenti che la spesa era necessaria per avere una squadra NFL, e che gli incassi futuri avrebbero fatto rientrare dei costi. Vista la possibilità di aumentare l'occupazione (grazie al nuovo team) i cittadini alla fine hanno accettato la proposta.

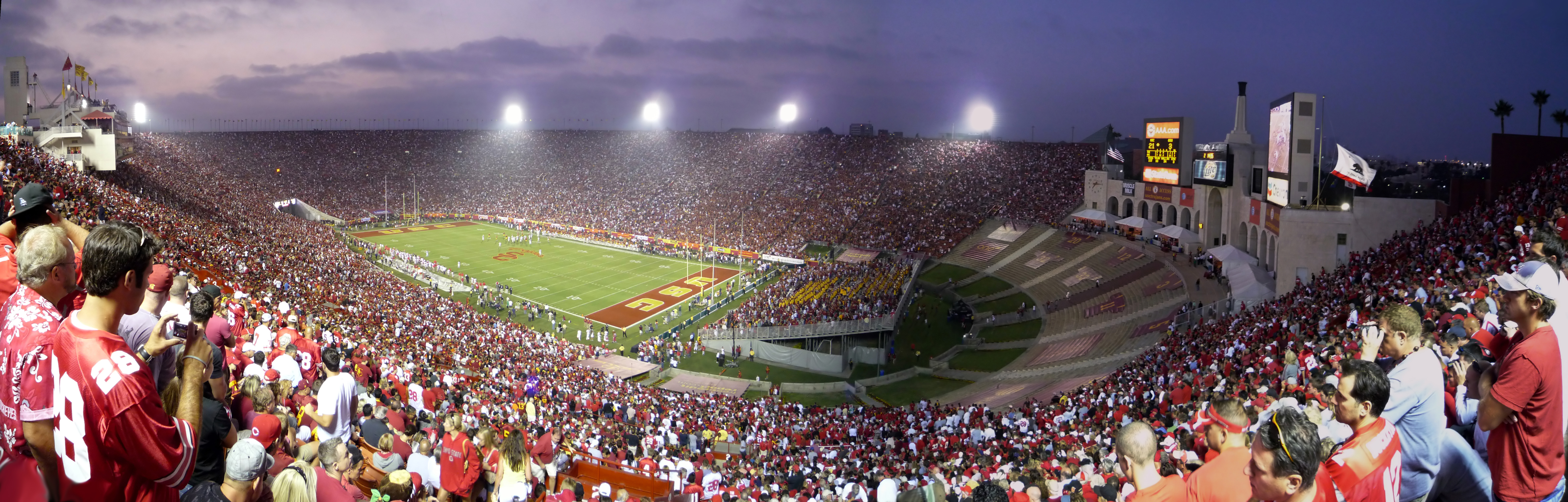
Terzo quarto della partita di football del college della stagione regolare principale tra l'Ohio State Buckeyes e i Trojan USC